# Leptotarsus (Tanypremnella) gentilis
Leptotarsus (Tanypremnella) gentilis is een tweevleugelige uit de familie langpootmuggen (Tipulidae). De soort komt voor in het Neotropisch gebied.